# Cecilioides
Cecilioides è un genere di molluschi gasteropodi polmonati terrestri di piccole dimensioni appartenenti alla famiglia dei Ferussaciidae; descritte per la prima volta da André Étienne Justin Pascal Joseph François d'Audebert de Férussac nel 1814.
La maggior parte delle specie di questo genere vive sottoterra. e, per questo, la maggior parte di solito sono anche cieche o con visione molto ridotta. A causa del loro habitat sotterraneo e delle loro piccole dimensioni, esemplari di specie di questo genere possono essere difficili da trovare vivi e, per questo, il loro studio è particolarmente complicato.
Quando sono fresche, le conchiglie sono trasparenti ma, dopo essere rimaste vuote per un po' di tempo nel terreno, di solito diventano di un bianco lattiginoso opaco.

## Specie
Questo genere include le seguenti specie:
- Cecilioides acicula (Müller, 1774)
- † Cecilioides aciculella (Sandberger, 1872)
- Cecilioides actoniana (Benoit, 1862)
- Cecilioides advena (Ancey, 1888)
- Cecilioides aperta (Guilding in Swainson, 1840)
- Cecilioides balanus (Reeve, 1850)
- Cecilioides barbozae (Maltzan, 1886)
- Cecilioides bensoni Gude, 1914
- Cecilioides blandiana (Crosse, 1880)
- Cecilioides caledonica (Crosse, 1867)
- Cecilioides callipeplum (Connolly, 1923)
- Cecilioides clessini (Maltzan, 1886)
- Cecilioides connollyi Tomlin, 1943
- Cecilioides dicaprio Dourson, Caldwell & Dourson, 2018
- Cecilioides eucharista (Bourguignat, 1864)
- Cecilioides eulima (Lowe, 1854)
- Cecilioides gokweanus (O. Boettger, 1870)
- † Cecilioides grateloupi (Bourguignat, 1856)
- Cecilioides gundlachi (Pfeiffer, 1850)
- Cecilioides iota (C. B. Adams, 1845)
- Cecilioides isseli (Paladilhe, 1872)
- Cecilioides janii (Strobel, 1855)
- Cecilioides jeskalovicensis A. J. Wagner, 1914
- Cecilioides jod Pilsbry, 1907
- Cecilioides kalawangaensis Dartevelle & Venmans, 1951
- Cecilioides manensis de Winter, 1990
- Cecilioides mauritiana (H. Adams, 1868)
- † Cecilioides munieri (Paladilhe, 1875)
- Cecilioides nyctelia (Bourguignat, 1856)
- Cecilioides pergracilis Connolly, 1939
- Cecilioides petitiana (Benoit, 1862)
- Cecilioides raddei (O. Boettger, 1879)
- Cecilioides raphidia (Bourguignat, 1856)
- † Cecilioides senutae Pickford, 2009
- †Cecilioides sommeri (Ferreira & Coelho, 1971)
- Cecilioides spencei Dupuis, 1923
- Cecilioides stephaniana (Benoit, 1862)
- Cecilioides tribulationis (Preston, 1911)
- Cecilioides tumulorum (Bourguignat, 1856)
- Cecilioides veneta (Strobel, 1855)
- Cecilioides virgo (Preston, 1911)